# Antártida (pel·lícula)
Antártida és una pel·lícula espanyola de 1995, del gènere suspens, dirigida per Manuel Huerga. Protagonitzada per Ariadna Gil, Carlos Fuentes, Francis Lorenzo i Cristina Hoyos en els papers principals.
Segons Manuel Huerga "l'important de la pel·lícula és la relació entre els dos, la droga només era un afegit" i Antàrtida "és una pel·lícula sobre perdedors i per això és més estrany que el públic s'enamori dels personatges".

## Argument
María, excantant, ex estrella musical d'un grup de rock i addicta a l'heroïna acaba de perdre al seu xicot per una sobredosi. Està destrossada i sense motivació.
A punt de tocar fons coneix a Rafa, un noi més jove que ella i amb idees clares. Després de convèncer María, roben una partida d'heroïna.
Creient que eren uns petits grams descobreixen que són ni més ni menys que nou quilos.
Per descomptat l'amo de la droga, Velasco, no es quedarà de braços plegats i a partir d'aquest moment els problemes no fan més que començar per a María i Rafa que es veuran embolicats en una cruel persecució per part dels mafiosos que volen recuperar la seva mercaderia.

## Repartiment
- Ariadna Gil - María
- Carlos Fuentes - Rafa
- Francis Lorenzo - inspector
- Cristina Hoyos - propietària del bar
- John Cale - Cale
- Ángel de Andrés López - pinxo
- Juana Ginzo - àvia
- José Manuel Lorenzo - Velasco

## Premis
X Premis Goya
| Categoria              | Persona              | Resultat  |
| ---------------------- | -------------------- | --------- |
| Millor actriu          | Ariadna Gil          | Nominada  |
| Millor actor revelació | Carlos Fuentes       | Nominat   |
| Millor director novell | Manuel Huerga        | Nominat   |
| Millor fotografia      | Javier Aguirresarobe | Guanyador |